# Amor Kehiha
Amor Kehiha est un footballeur français né le 5 septembre 1977 à Martigues (Bouches-du-Rhône). Son poste de prédilection est milieu de terrain.

## Carrière
- 1997-1998 :  Saint-Rémy-de-Provence
- 1998-2000 :  FC Martigues
- 2000-2005 :  FC Istres
- 2005-2006 :  Clermont Foot
- 2006-2007 :  Sporting Toulon Var
- 2007-2008 :  SO Cassis Carnoux
- 2008-2012 :  FC Istres
- 2012-2013 :  Gazélec Ajaccio
- jan. 2014-2014 :  US Marignane
- 2014-2015 :  FC Martigues[1]
- 2016-2019 :  Istres FC

## Palmarès
- Champion de France de National en 2009 avec Istres
- Champion de CFA (Groupe C) en 2008 avec Cassis Carnoux